# Ichneumon computatorius
Ichneumon computatorius är en stekelart som beskrevs av Müller 1776. Ichneumon computatorius ingår i släktet Ichneumon och familjen brokparasitsteklar. Arten är reproducerande i Sverige. Utöver nominatformen finns också underarten I. c. fuliginosus.